# ANGEL
ANGEL (エンジェル ANGEL?) es un manga japonés hentai creado por U-Jin. El manga consta de un total de 7 volúmenes publicados en dos fases, los tres primeros de 1989 a 1990 en la revista Weekly Young Sunday publicada por Shōgakukan y una segunda parte, tras la interrupción inicial de la publicación, incluyendo una reimpresión de los tres primeros, en 1993 por la editorial Cybele Publishing. El manga tuvo adaptación en seis OVA, el primero independiente de los otros cinco.

## Argumento
La historia narra las aventuras de Kosuke Atami y su amiga Shizuka Himenogi. Tras trece años de ausencia, Shizuka regresa a estudiar secundaria a su ciudad natal, Kunitachi, y espera reencontrarse con su primer amor, Kosuke, quien en su ausencia se ha convertido en un joven con una libido incontrolable.Las situaciones habituales de la historia giran en torno a cómo Kosuke intenta ayudar a diversas personas a lo largo del manga, lo que siempre culmina con él teniendo relaciones sexuales con distintas mujeres.

## Personajes principales
- Kosuke Atami (熱海康介 Atami Kōsuke?): Estudiante de la escuela secundaria Kunitachi. Siempre está pensando en tener sexo con chicas y todas sus acciones se encaminan en esa dirección. Físicamente es débil excepto cuando se trata de actos sexuales.[11]
- Shizuka Himenogi (姫乃樹静香 Himenogi Shizuka?): Estudiante de la escuela secundaria Kunitachi. Cuando tenía 5 años, se cayó del balcón de un edificio de apartamentos y fue salvada por Kosuke, que tenía la misma edad que ella. Es una chica hermosa, es extremadamente fuerte y valiente a la hora de luchar, incluso algo conflictiva.[11]

## Manga
ANGEL inició su publicación en la revista Weekly Young Sunday de la editorial Shōgakukan.Inicialmente el sobrenombre que acompañaba a la historia era Angel: Highschool Sexual Bad Boys & Girls Story (Angel: Historia de chicos y chicas malos y sexuales en la escuela secundaria), aunque la serie es una comedia con toques fuertes de erotismo y pornografía, la edad de los personajes, cursando secundaria, contrasta con las prácticas sexuales inusuales de los mismos. Algunos críticos la han considerado una parodia de Kimagure Orange Road.
En 1989, Tsutomu Miyazaki fue arrestado como sospechoso del secuestro en serie y asesinato de niñas ocurrido el año anterior, y se informó que estaba en posesión de contenido violento, pornografía infantil, cintas de anime de género hentai, un hecho que fue utilizado por la prensa para construir una imagen del asesino que lo vinculaba a la afición obsesiva hacia el anime.El periódico Asahi Shimbun publicó el 4 de septiembre de 1990 una editorial contra el manga, junto con otros periódicos.Además, en el periódico local Kishu Shimpo se publicó una carta escrita por un ama de casa de la ciudad de Tanabe, prefectura de Wakayama, en la que manifestaba que las expresiones sexuales en el manga eran demasiado explícitas para una publicación shōnen, dirigida a estudiantes jóvenes y no a adultos. Se lanzó una campaña de firmas para solicitar a los gobiernos nacional y prefectural que tomaran medidas enérgicas contra esas publicaciones. Las «asociaciones de padres y profesores» lograron forzar la suspensión del manga por un tiempo, siendo el volumen 3 el último publicado.Este incidente causó la creación por parte de los autores de un Comité por la libre expresión del cómic en Japón (コミック表現の自由を守る会 Komikku Hyōgen no Jiyū wo Mamoru Ka?).
El manga continuó tres años después en 1993 bajo la editorial Cybele Publishing, reimprimiendo los números anteriores (con la adición de estereogramas 3D) y alcanzando un total de 7. En la nueva publicación el contenido sexual se redujo y el subtítulo se cambió a Delight Slight Light Kiss Story (Historia de un beso ligero, sutil y de placer delicado) acompañado por el mensaje We came back! (¡hemos vuelto!). El autor introdujo en el quinto volumen dos mensajes para responder a las críticas que contribuyeron a la censura.
En 1995-1996 se reimprimió en seis volúmenes bajo la misma editorial Cybele Publishing cambiando esta vez la etiqueta de género de shōnen a seinen (成人コミック?).
En 2007-2008 se reimprimió en cinco volúmenes bajo la editorial Ohzora Publishing con el sobrenombre ANGEL: Sexual Boys & Girls Highschool Story (Angel: Historia sexual de chicos y chicas de secundaria). 
La serie está disponible también como libro electrónico por eBook Initiative Japan.
La serie fue publicada en España por Norma Editorial de 1995 a 1997.

### Historial de publicación
- Shōgakukan (1989-1990):

| Volumen | ISBN               | Fecha de publicación en Japón |
| ------- | ------------------ | ----------------------------- |
| 1       | ISBN 4-09-151141-4 | Junio de 1989                 |
| 2       | ISBN 4-09-151142-2 | Diciembre de 1989             |
| 3       | ISBN 4-09-151143-0 | Abril de 1990                 |

- Cybele Publishing (1993):

| Volumen | ISBN               | Fecha de publicación en Japón |
| ------- | ------------------ | ----------------------------- |
| 1       | ISBN 4-915858-75-8 | Junio de 1993                 |
| 2       | ISBN 4-915858-78-2 | Julio de 1993                 |
| 3       | ISBN 4-915858-81-2 | Septiembre de 1993            |
| 4       | ISBN 4-915858-84-7 | Septiembre de 1993            |
| 5       | ISBN 4-915858-87-1 | Octubre de 1993               |
| 6       | ISBN 4-915858-90-1 | Noviembre de 1993             |
| 7       | ISBN 4-915858-94-4 | Diciembre de 1993             |

- Cybele Publishing (1995-1996):

| Volumen | ISBN            | Fecha de publicación en Japón |
| ------- | --------------- | ----------------------------- |
| 1       | ISBN 488332401X | Noviembre de 1995             |
| 2       | ISBN 4883324052 | Diciembre de 1995             |
| 3       | ISBN 4883324079 | Enero de 1996                 |
| 4       | ISBN 4883324117 | Febrero de 1996               |
| 5       | ISBN 4883324133 | Marzo de 1996                 |
| 6       | ISBN 488332415X | Abril de 1996                 |

- Ohzora Publishing (2007-2008):

| Volumen | ISBN                | Fecha de publicación en Japón |
| ------- | ------------------- | ----------------------------- |
| 1       | ISBN 978-4776793946 | 25 de octubre de 2007         |
| 2       | ISBN 978-4776793953 | 25 de octubre de 2007         |
| 3       | ISBN 978-4776794127 | 29 de noviembre de 2007       |
| 4       | ISBN 978-4776794264 | 27 de diciembre de 2007       |
| 5       | ISBN 978-4776794400 | 17 de enero de 2008           |

### Secuelas del manga
Como secuela del manga se publicó una historia en dos volúmenes que trata sobre un Kosuke Atami, ahora de 34 años, trabajando como anfitrión profesional (出張ホストクラブ Shucchou Hosuto Kurabu?) para saldar una deuda, lo cual le causa multitud de problemas con su mujer Shizuka Himenogi. Aunque la historia mantiene el tono cómico y erótico de la serie original, se aborda con un enfoque más maduro, explorando los desafíos de la adultez, como las responsabilidades, las deudas y los problemas matrimoniales. La primera parte se publicó de 2006 a 2008, en la revista Weekly Manga Goraku de la editorial Nihon Bungeisha, titulada Angel – The Women Whom Delivery Host Kosuke Atami Healed (ANGEL～恋愛奉仕人・熱海康介～ ren'ai hōshi jin atami kōsuke?, lit. Las mujeres a las que el anfitrión profesional Kosuke Atami sanó) a lo largo de cinco tomos. La continuación de la historia, publicada en la misma revista y en la misma editorial, bajo el nombre Angel – Season II (ANGEL~SEASON 2 Enjeru Shīzun Tsū?) se publicó de 2008 a 2010.
La primera secuela fue publicada en España por MangaLine en 2024, la segunda permanece inédita.

#### Historia de publicación
- Angel – The Women Whom Delivery Host Kosuke Atami Healed (2006-2008):

| Volumen | ISBN                   | Fecha de publicación en Japón |
| ------- | ---------------------- | ----------------------------- |
| 1       | ISBN 978-4-537-10555-1 | 17 de noviembre de 2006       |
| 2       | ISBN 978-4-537-10654-1 | 18 de mayo de 2007            |
| 3       | ISBN 978-4-537-10708-1 | 20 de septiembre de 2007      |
| 4       | ISBN 978-4-537-10790-6 | 18 de febrero de 2008         |
| 5       | ISBN 978-4-537-10839-2 | 19 de junio de 2008           |

- Angel season II (2008-2010):

| Volumen | ISBN                   | Fecha de publicación en Japón |
| ------- | ---------------------- | ----------------------------- |
| 1       | ISBN 978-4-537-10912-2 | 19 de diciembre de 2008       |
| 2       | ISBN 978-4-537-10960-3 | 20 de mayo de 2009            |
| 3       | ISBN 978-4-537-12538-2 | 9 de diciembre de 2009        |
| 4       | ISBN 978-4-537-12597-9 | 10 de mayo de 2010            |
| 5       | ISBN 978-4-537-12648-8 | 8 de octubre de 2010          |

### OVA

#### ANGEL
La primera OVA, titulado ANGEL, tuvo una duración de 46 minutos, fue lanzada el 25 de agosto de 1990, y fue animada por Project Team Mu (プロジェクトチーム・ムー?) y producida por Humming Bird Co. fue lanzada en VHS por Tairiku Publishing Co. el 9 de agosto de 1991 con el título «ANGEL: Highschool SUKEBEI Boys and Girls story»y en Laserdisc por Humming Bird con el título «ANGEL: Highschool Sexual Bad Boys and Girls Story». Posteriormente, fue lanzado en DVD por la compañía Green Bunny el 25 de octubre de 2001 con el título «ANGEL: Highschool Sexual Bad Boys and Girls Story».
El 25 de mayo de 1990 se lanzó un CD con las canciones de apertura y cierre del OVA (ANGEL y Dance Away), compuestas por Takeo Miratsu, escritas por Hiroaki Mitsui y cantadas por Saori Shiraishi que interpretaba a Shizuka en el OVA.

#### New Angel
New Angel (新・エンジェル Shin Enjeru?), es una serie de 5 episodios producidos por PinkPineapple y Triple X (Arms Corporation) entre 1994 y 1995. PinkPineapple lanzó las canciones de cierre de los episodios 1-4 Love in the power cantada por AKKO y del episodio 5 Forever you (For my angel) cantada por Pikabia (ピカビア?).
En España fueron publicados los 4 capítulos, primero en dos cintas VHS y más tarde en un único DVD, dejando la serie inconclusa.El quinto y último episodio fue emitido en Vía Digital con un nuevo doblaje.

##### Episodios
| # | Título                                                      | Estreno                 |
| - | ----------------------------------------------------------- | ----------------------- |
| 1 | «New Angel» «Shin Enjeru» (新・エンジェル)                  | 21 de octubre de 1994   |
| 2 | «Flying Angel» «Soratobu Tenshi» (空飛ぶ天使)               | 21 de abril de 1995     |
| 3 | «Blue Experience» «Aoi Taiken» (青い体験)                   | 30 de junio de 1995     |
| 4 | «A Bride for a Week» «Isshuukan no Hanayome» (一週間の花嫁) | 25 de agosto de 1995    |
| 5 | «The Last Night» «Saigo no Yoru» (最後の夜)                 | 22 de noviembre de 1995 |

## Otros medios

### Imagen real
Kadokawa Pictures produjo dos películas eróticas de imagen real basadas ligeramente en el manga, ambas dirigidas por Hattori Mitsunori (服部光則?). La primera, Angel: Ichiban Saisho wa Anata ni A.Ge.Ru (エンジェル　一番最初はあなたにア・ゲ・ル?  lit. Angel: Primero te lo doy a ti), lanzada el 14 de febrero de 1997; y la segunda, Angel: Shotai Fumei no Joo-sama!? (Hen) (エンジェル　正体不明の女王様！？【編】?  lit. Angel: ¡¿La reina de identidad desconocida?!), lanzada el 4 de abril de 1997. Como actores principales Kazushi Ikeda (池田一視?) como Kosuke y dos actrices japonesas de videos para adultos Yui Kawana (川奈由衣?) y Mizuki Kanno (菅野美寿紀?) como Shizuka.

### Videojuegos
Cocktail Soft produjo dos videojuegos disponibles para NEC PC-9801 y FM Towns, el primero llamado ANGEL, publicado el 10 de enero de 1993 y el segundo titulado 濃縮ANGEL・120%, publicado el 14 de abril de 1995.

### Novelas ligeras
La compañía Carrot Novels publicó tres novelas ligeras escritas por Ryuusei (流星?) e ilustradas por U-Jin, la primera de ellas en abril de 1995 titulada Angel - Kaette Kita Tenshi (エンジェル - 帰ってきた天使?  lit. Angel: El ángel que regresó),en agosto de 1995 Angel 2 - Bishoujo Tantei Shizuka (エンジェル 2 美少女探偵・静香?  lit. Angel 2 (La hermosa detective Shizuka))y en febrero de 1996 Angel 3: Watashi wo Nusunde (エンジェル. 3 (私を盗んで)?  lit. Angel. 3 (Róbame)).